# Dr. Luke
Lukasz Gottwald (sinh ngày 26 tháng 9 năm 1973), thường được biết đến bằng nghệ danh Dr. Luke, là một người viết bài hát, nhà sản xuất âm nhạc và đồng thời cũng là một remixer nổi tiếng người Mỹ. Luke trình diễn cùng với ban nhạc Saturday Night Live trong mười mùa cho đến năm 2007. Sau đó, ông đã đồng sáng tác và đồng sản xuất một chuỗi các bài hát thành công về mặt thương mại. Ông được vinh danh là một trong mười nhà sản xuất hàng đầu của thập kỷ bởi bảng xếp hạng Billboard trong năm 2009, được trao giải thưởng Nhà sản xuất của năm và Nhạc sĩ của năm trong năm 2009 và giành được giải Nhạc sĩ của năm các năm 2010 và 2011 bởi Hội soạn nhạc Hoa Kỳ, Giải thưởng âm nhạc Các tác giả và nhà sản xuất Pop (ASCAP). Gottwald cũng giành được giải Nhạc sĩ sáng tác và sản xuất nhiều đĩa đơn quán quân Hot 100 nhất của năm 2010 do Billboard trao tặng. Trong những ca khúc nổi tiếng mà anh đã sản xuất nên, có nhiều ca khúc đã từng đạt vị quán quân trên bảng xếp hạng Billboard Hot 100 như "Girlfriend", "I Kissed a Girl", "My Life Would Suck Without You", "Right Round", "Tik Tok", "California Gurls", "We R Who We R", "Teenage Dream", "Hold It Against Me", "E.T.", "Last Friday Night (T.G.I.F.)", và "Part of Me". Anh cũng có làm việc cùng với nhiều đồng nghiệp, nhà sản xuất nổi tiếng khác như Ammo, Cirkut, Max Martin, Benny Blanco, và Billboard để sản xuất các ca khúc cho nhiều nghệ sĩ, trong đó có Kesha, Nicki Minaj, B.o.B, Rihanna, Adam Lambert, Taio Cruz, Katy Perry, và Cher Lloyd.

## Danh sách đĩa nhạc
Đĩa đơn quán quân Billboard Hot 100.
- "Girlfriend (Avril Lavigne)
- "My Life Would Suck Without You" (Kelly Clarkson)
- "I Kissed a Girl" (Katy Perry)
- "California Gurls" (Katy Perry)
- "Teenage Dream" (Katy Perry)
- "E.T." (Katy Perry)
- "Last Friday Night (T.G.I.F.)" (Katy Perry)
- "Part Of Me" (Katy Perry)
- "Roar " (Katy Perry)
- "Dark Horse" (Katy Perry và Juicy J)
- "Right Round" (Flo Rida và Kesha)
- "Tik Tok" (Kesha)
- "We R Who We R" (Kesha)
- "Hold It Against Me" (Britney Spears)

Đĩa đơn top 10 Billboard Hot 100.
- "Since U Been Gone" (Kelly Clarkson)
- "Behind These Hazel Eyes" (Kelly Clarkson)
- "Who Knew" (Pink)
- "U + Ur Hand" (Pink)
- "Hot n Cold" (Katy Perry)
- "Circus" (Britney Spears)
- "Party in the U.S.A." (Miley Cyrus)
- "Your Love Is My Drug" (Kesha)
- "Take It Off" (Kesha)
- "My First Kiss" (3OH!3 & Kesha).
- "Magic" (B.o.B)
- "Dynamite" (Taio Cruz)
- "Blow" (Kesha)
- "Till the World Ends" (Britney Spears)
- "Strange Clouds"
- "The One That Got Away" (Katy Perry)
- "Good Feeling" (Flo Rida)

## Giải thưởng và đề cử
Giải Grammy
- 2011 – Nhà Sản xuất của Năm (Đề cử)
- 2011 – Album của Năm (Teenage Dream) (Đề cử)

Giải thưởng nhạc Pop ASCAP
- 2010 – Người viết Bài hát của Năm (Thắng)[3]
- 2011 – Người viết Bài hát của Năm (Thắng)[4]